# Tritlenek diarsenu
Tritlenek diarsenu, pot. arszenik (nazwa Stocka: tlenek arsenu(III)), As
2O
3 – nieorganiczny związek chemiczny, tlenek arsenu na III stopniu utlenienia.
W temperaturze pokojowej jest to biała substancja drobnokrystaliczna. Ogrzewany, sublimuje w temperaturze 315 °C pod ciśnieniem normalnym. Jest słabo rozpuszczalny w wodzie, roztwarza się natomiast w kwasie solnym, tworząc trichlorek arsenu.
Nie ma wyczuwalnego zapachu i smaku. Jest silnie trujący – LD50 arszeniku wynosi 15 mg/kg masy ciała (dla gryzoni), dla człowieka 1–5 mg/kg masy ciała.
Roczna produkcja światowa wynosi ok. 50 tys. ton.

## Historia
Arszenik znany jest co najmniej od I w. n.e., kiedy to prażenie As
2S
3 opisał Pedanios Dioskurydes (w procesie tym powstaje As
2O
3). W V w. jego otrzymywanie zostało opisane przez Olimpiodora. Arszenik badał też Albert Wielki w XIII w. W średniowieczu arszenik i inne związki arsenu były często wykorzystywane przy sporządzaniu trucizn.

## Występowanie i formy
W naturze występuje pod postacią minerałów: arsenolitu i klaudetytu. Biorąc pod uwagę budowę As
2O
3, rozróżnia się natomiast 4 odmiany polimorficzne: regularny arsenolit zbudowany z klatek As
4O
6 tworzących molekularny kryształ, dwie odmiany jednoskośne – klaudetyt I i klaudetyt II o budowie warstwowej oraz amorficzny, szklisty tritlenek diarsenu otrzymywany przez powolne schładzanie powyżej 250 °C pod ciśnieniem normalnym.

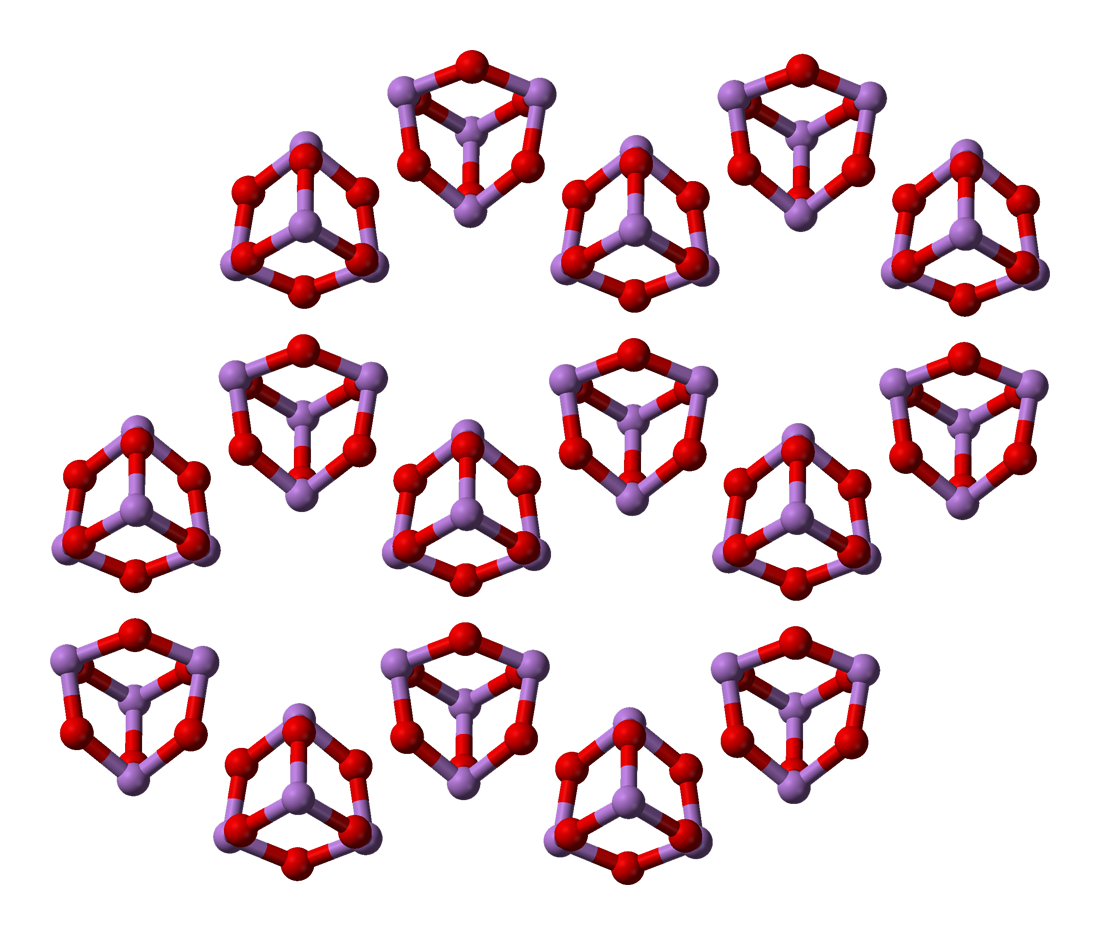
arsenolit (sześcienny)
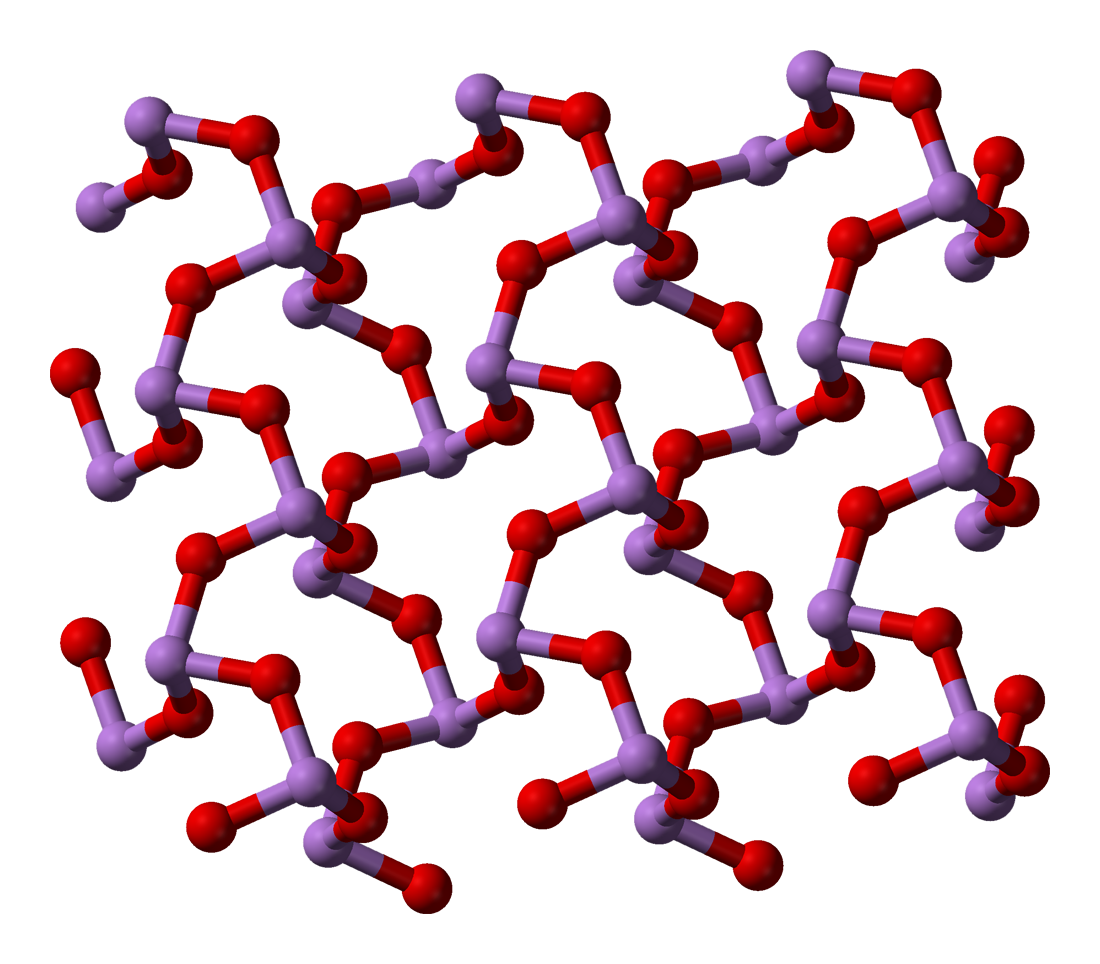
klaudetyt I (jednoskośny)
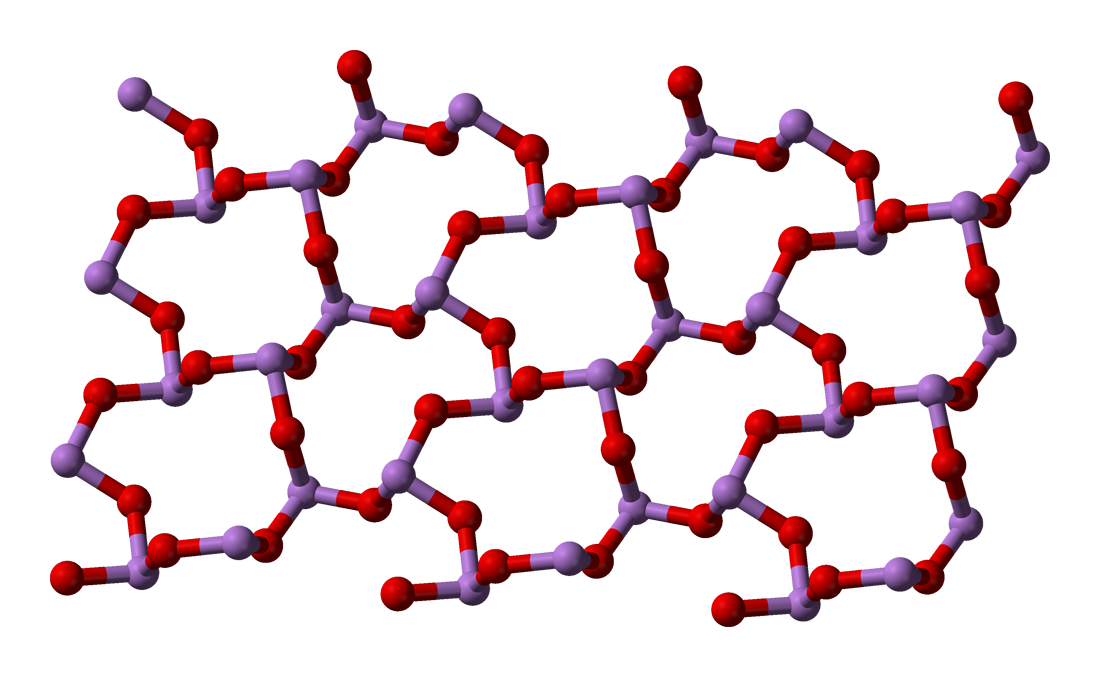
klaudetyt II (jednoskośny)

Tritlenek diarsenu jest otrzymywany przez prażenie rud arsenu przy dostępie powietrza:
2As
2S
3 + 9 O
2 → 2 As
2O
3 + 6 SO
2↑

## Zastosowanie
- do wytwarzania arseninów i arsenianów;
- do wyrobu szkła o zielonym zabarwieniu;
- do wyrobu emalii i farb (tzw. zieleń arszenikowa);
- do konserwacji skór i drewna;
- jako trucizna na gryzonie;
- w stomatologii do niszczenia miazgi zębowej;
- w medycynie.

Arszenik nie jest już obecnie (przynajmniej w Polsce, USA i krajach UE) stosowany do wyrobu szkła, farb, do konserwacji skór i drewna, a także w stomatologii, ze względu na jego toksyczność i działanie rakotwórcze. Produkcja farb opartych na arszeniku została zakazana w Polsce już w 1956 roku.
W starożytności i średniowieczu używany był przez kobiety jako bielidło.

### Zastosowanie w medycynie
Tritlenek diarsenu był wykorzystywany jako składnik w różnych obecnie już zdyskredytowanych środkach leczniczych, jak np. w tzw. płynie Fowlera, otrzymywanym przez roztworzenie arszeniku w roztworze KHCO
3 (środek opracowany przez Thomasa Fowlera). Wydaje się być natomiast obiecującym środkiem w leczeniu chorób autoimmunologicznych (w oparciu o badanie na myszach). Jest lekiem dopuszczonym do leczenia ostrej białaczki promielocytowej.

### Toksyczność
Tritlenek diarsenu jest łatwo wchłaniany przez układ pokarmowy. Toksyczne skutki występują również w wyniku wdychania lub po kontakcie ze skórą. Eliminacja związku zachodzi na początku szybko, na drodze metylacji do kwasu kakodylowego, który jest wydalany z moczem, ale pewna część związku (30–40% w przypadku wielokrotnej ekspozycji) jest wbudowywana do kości, mięśni, skóry, włosów i paznokci (wszystkich tkanek bogatych w keratynę) i podlega eliminacji w ciągu tygodni lub miesięcy.